# Abolicja
Abolicja (z łac. abolitio – zniesienie, umorzenie) – decyzja z dziedziny polityki prawa karnego polegająca na odstąpieniu od ścigania określonej kategorii przestępstw. Może odnosić się do przestępstw o charakterze politycznym. Obejmuje nakaz niewszczynania postępowania karnego lub umorzenia postępowania już wszczętego. Jest to więc darowanie i puszczenie w niepamięć zarówno tych przestępstw, których sprawcy zostali ujawnieni, lecz jeszcze nie osądzeni, jak i tych, których sprawcy są nieznani (lub nie ujęci).
Abolicja uchwalana jest przez parlament w formie zwykłej ustawy, zgodnie z procedurą obowiązującą w postępowaniu ustawodawczym.
Abolicja nie zmienia kwalifikacji czynu jako czynu zabronionego, wykazuje ona tylko moc co do skutków procesowych, wyłączając ściganie.

## Rodzaje abolicji
Wyróżnia się dwa rodzaje abolicji: bezwarunkową i warunkową. Abolicja bezwarunkowa powoduje natychmiastowe uchylenie karalności od momentu wejścia w życie aktu abolicyjnego. Abolicja warunkowa natomiast uzależnia uchylenie karalności od spełnienia określonych przesłanek. Typowym obwarowaniem abolicji jest opatrzenie jej klauzulą denuncjacyjną.

## Abolicja a amnestia
Amnestia dotyczy kary orzeczonej, a abolicja stanowi przeszkodę do jej orzeczenia.